# Гравитационное поле
Гравитацио́нное по́ле, или по́ле тяготе́ния, — фундаментальное физическое поле, через которое осуществляется гравитационное взаимодействие между всеми материальными телами. Создаётся телами, обладающими массой. Количественно характеризуется зависящими от координат напряжённостью {\displaystyle \mathbf {g} (\mathbf {r} )} (размерность Н/кг, она же м/c2) или потенциалом {\displaystyle \varphi (\mathbf {r} )} (Дж/кг, то есть м2/c2).

## Гравитационное поле в классической физике

### Закон всемирного тяготения Ньютона

Закон тяготения Ньютона

В рамках классической физики гравитационное взаимодействие описывается «законом всемирного тяготения» Ньютона, согласно которому сила гравитационного притяжения между двумя материальными точками с массами {\displaystyle m_{1}} и {\displaystyle m_{2}} пропорциональна обеим массам и обратно пропорциональна квадрату расстояния между ними:
Здесь {\displaystyle G} — гравитационная постоянная, приблизительно равная {\displaystyle 6{,}673\cdot 10^{-11}} м³/(кг с²), {\displaystyle r} — расстояние между точками.
Решение задачи динамики в общем случае, когда тяготеющие массы нельзя считать материальными точками, подразделяется на два этапа: вначале рассчитывается гравитационное поле, создаваемое этими массами, а затем определяется его действие на массивные тела в изучаемой системе.

### Расчёт гравитационного потенциала
Гравитационное поле является потенциальным. Его потенциал {\displaystyle \varphi (\mathbf {r} )} удовлетворяет уравнению Пуассона:
{\displaystyle \Delta \varphi (\mathbf {r} )=-4\pi G\rho (\mathbf {r} )},
где {\displaystyle \Delta } — оператор Лапласа. Решение данного уравнения имеет вид:
{\displaystyle \varphi (\mathbf {r} )=-G\int _{V^{\prime }}{\frac {\rho (\mathbf {r} ^{\prime })dV^{\prime }}{|\mathbf {r} -\mathbf {r} ^{\prime }|}}}.
Здесь {\displaystyle \mathbf {r} } — радиус-вектор точки, в которой определяется потенциал, {\displaystyle \mathbf {r} ^{\prime }} — радиус-вектор элемента объёма {\displaystyle dV^{\prime }} c плотностью вещества {\displaystyle \rho (\mathbf {r} ^{\prime })}, а интегрирование охватывает все такие элементы. На бесконечности {\displaystyle \varphi =0}.
В частном случае поля, создаваемого расположенной в начале координат точечной массой {\displaystyle M}, потенциал равен
{\displaystyle \varphi (\mathbf {r} )=-G{\frac {M}{r}}}.
Этим же выражением описывается потенциал тела со сферически-симметрично распределённой массой {\displaystyle M}, за его пределами.
В общем случае тела произвольной формы на больших расстояниях от него неплохое приближение для потенциала даёт формула:
{\displaystyle \varphi (\mathbf {r} )=-G\left({\frac {M}{r}}+{\frac {A+B+C-3I}{2r^{3}}}\right),}
где за начало координат принят центр масс тела, {\displaystyle A,B,C} — главные моменты инерции тела, {\displaystyle I} — момент инерции относительно оси {\displaystyle \mathbf {r} }.
Эта формула несколько упрощается для астрономических объектов, представляющих собой сплюснутые сфероиды вращения с концентрически однородным распределением масс. У таких тел {\displaystyle A=B} и {\displaystyle I=A+(C-A)\sin ^{2}\alpha ,} где {\displaystyle \alpha } — угол между {\displaystyle \mathbf {r} } и плоскостью главных осей {\displaystyle A} и {\displaystyle B}. В итоге
{\displaystyle \varphi (\mathbf {r} )=-G\left({\frac {M}{r}}+{\frac {C-A}{2r^{3}}}(1-3\sin ^{2}\alpha )\right).}

### Движение в гравитационном поле
Если потенциал поля определён, то сила притяжения, действующая в гравитационном поле на материальную точку с массой {\displaystyle m}, находится по формуле:
{\displaystyle \mathbf {F} (\mathbf {r} )=-m\nabla \varphi (\mathbf {r} )=-Gm\int _{V^{\prime }}{\frac {\rho (\mathbf {r} ^{\prime })(\mathbf {r} -\mathbf {r} ^{\prime })dV^{\prime }}{|\mathbf {r} -\mathbf {r} ^{\prime }|^{3}}}}.
В частном случае поля точечной массы {\displaystyle M}, расположенной в начале координат ({\displaystyle \mathbf {r} ^{\prime }=\mathbf {0} }), действующая сила составит
{\displaystyle \mathbf {F} (\mathbf {r} )=-G\,{\frac {mM}{r^{3}}}\,\mathbf {r} }.
Траектория материальной точки в гравитационном поле, создаваемом много большей по массе материальной точкой, подчиняется законам Кеплера. В частности, планеты и кометы в Солнечной системе движутся по эллипсам или гиперболам. Влияние других планет, искажающее эту картину, можно учесть с помощью теории возмущений.
Если исследуемое тело нельзя рассматривать как материальную точку, то его движение в гравитационном поле включает также вращение вокруг оси, проходящей через центр масс:
{\displaystyle {\frac {d\mathbf {H} }{dt}}=\mathbf {K} .}
Здесь:
{\displaystyle \mathbf {H} } — угловой момент относительно центра масс,
{\displaystyle \mathbf {K} } — равнодействующая моментов действующих сил относительно центра масс.
Более общий случай, когда масса исследуемого тела сравнима с массой источника поля, известен как задача двух тел, и её формулировка сводится к системе двух независимых движений. Исследование движения более чем двух тел («задача трёх тел») разрешимо только в нескольких специальных случаях.

### Недостатки ньютоновской модели тяготения
Практика показала, что классический закон всемирного тяготения позволяет с огромной точностью объяснить и предсказать движения небесных тел. Однако ньютоновская теория содержала ряд серьёзных недостатков. Главный из них — необъяснимое дальнодействие: сила притяжения передавалась неизвестно как через совершенно пустое пространство, причём бесконечно быстро. По существу ньютоновская модель была чисто математической, без какого-либо физического содержания. Кроме того, если Вселенная, как тогда предполагали, евклидова и бесконечна, и при этом средняя плотность вещества в ней ненулевая, то возникает гравитационный парадокс: потенциал поля всюду обращается в бесконечность. В конце XIX века обнаружилась ещё одна проблема: заметное расхождение теоретического и наблюдаемого смещения перигелия Меркурия.
На протяжении более двухсот лет после Ньютона физики предлагали различные пути усовершенствования ньютоновской теории тяготения. Эти усилия увенчались успехом в 1915 году, с созданием общей теории относительности Эйнштейна, в которой все указанные трудности были преодолены. Теория Ньютона оказалась приближением более общей теории, применимым при выполнении двух условий:
1. Гравитационный потенциал в исследуемой системе не слишком велик (много меньше {\displaystyle c^{2}}). В Солнечной системе это условие для большинства движений небесных тел можно считать выполненным — даже на поверхности Солнца отношение {\displaystyle |\varphi |/c^{2}} составляет всего {\displaystyle 2{,}12\cdot 10^{-6}}. Заметным релятивистским эффектом является только указанное выше смещение перигелия[4].
2. Скорости движения в этой системе незначительны по сравнению со скоростью света.

## Гравитационное поле в общей теории относительности
В общей теории относительности (ОТО) гравитационное поле является не отдельным физическим понятием, а свойством пространства-времени, появляющимся в присутствии материи. Этим свойством является неевклидовость метрики (геометрии) пространства-времени, и материальным носителем тяготения является пространство-время. Тот факт, что гравитацию можно рассматривать как проявление свойств геометрии четырёхмерного неевклидова пространства, без привлечения дополнительных понятий, есть следствие того, что все тела в поле тяготения получают одинаковое ускорение («принцип эквивалентности» Эйнштейна). Пространство-время при таком подходе приобретает физические атрибуты, которые влияют на физические объекты и сами зависят от них.
Пространство-время ОТО представляет собой псевдориманово многообразие с переменной метрикой. Причиной искривления пространства-времени является присутствие материи, и чем больше её энергия, тем искривление сильнее. В ОТО символы Кристоффеля играют роль гравитационного силового поля, а метрический тензор играет роль гравитационного потенциала. Для определения метрики пространства-времени при известном распределении материи надо решить уравнения Эйнштейна. Ньютоновская же теория тяготения представляет собой приближение ОТО, которое получается, если учитывать только «искривление времени», то есть изменение временно́й компоненты метрики, {\displaystyle g_{00}} (пространство в этом приближении евклидово). Распространение возмущений гравитации, то есть изменений метрики при движении тяготеющих масс, происходит с конечной скоростью, и дальнодействие в ОТО отсутствует.
Другие существенные отличия гравитационного поля ОТО от ньютоновского: возможность нетривиальной топологии пространства, особых точек, гравитационные волны.